# Gabino Ereñozaga
Gabino Ereñozaga Legarreta (* 16. Dezember 1942 in Gatika) ist ein ehemaliger spanischer Radrennfahrer.

## Sportliche Laufbahn
Ereñozaga war im Straßenradsport aktiv. Als Amateur bestritt er 1962 mit der Nationalmannschaft das britische Milk Race (32. Gesamtrang), 1963 wurde er dort 14. und 1964 5., wobei er eine Etappe gewann. Von 1965 bis 1971 war er Berufsfahrer. 1966 holte er zwei Etappensiege in der Cinturón Ciclista Internacional a Mallorca. Seine erfolgreichste Saison hatte er 1967. Er gewann die Vuelta a La Rioja mit einem Etappensieg vor Eugenio Lisarde sowie Etappen in der Andalusien-Rundfahrt (auch 1968) und in der Katalonien-Rundfahrt. In der Andalusien-Rundfahrt und in der Clásica a los Puertos wurde er Zweiter. 1968 kam er auf den 2. Platz bei den Spanischen Bergmeisterschaften.
Die Vuelta a España fuhr er viermal. 1969 wurde er 48., 1971 57., 1968 und 1970 war er ausgeschieden.